# 高文 (足球運動員)
高文（1985年1月18日—），男，香港足球運動員，可擔任中場多個位置，曾效力於香港甲組聯賽球隊晉峰。

## 球員生涯
2006年來港加盟傑志，並一直效力至今。2016年，效力球會超過十年的高文轉為傑志足球學院的青訓教練，協助球會培育下一代。

## 外部連結
- 香港足總球員註冊資料 （页面存档备份，存于）